# Doodstraf in Japan

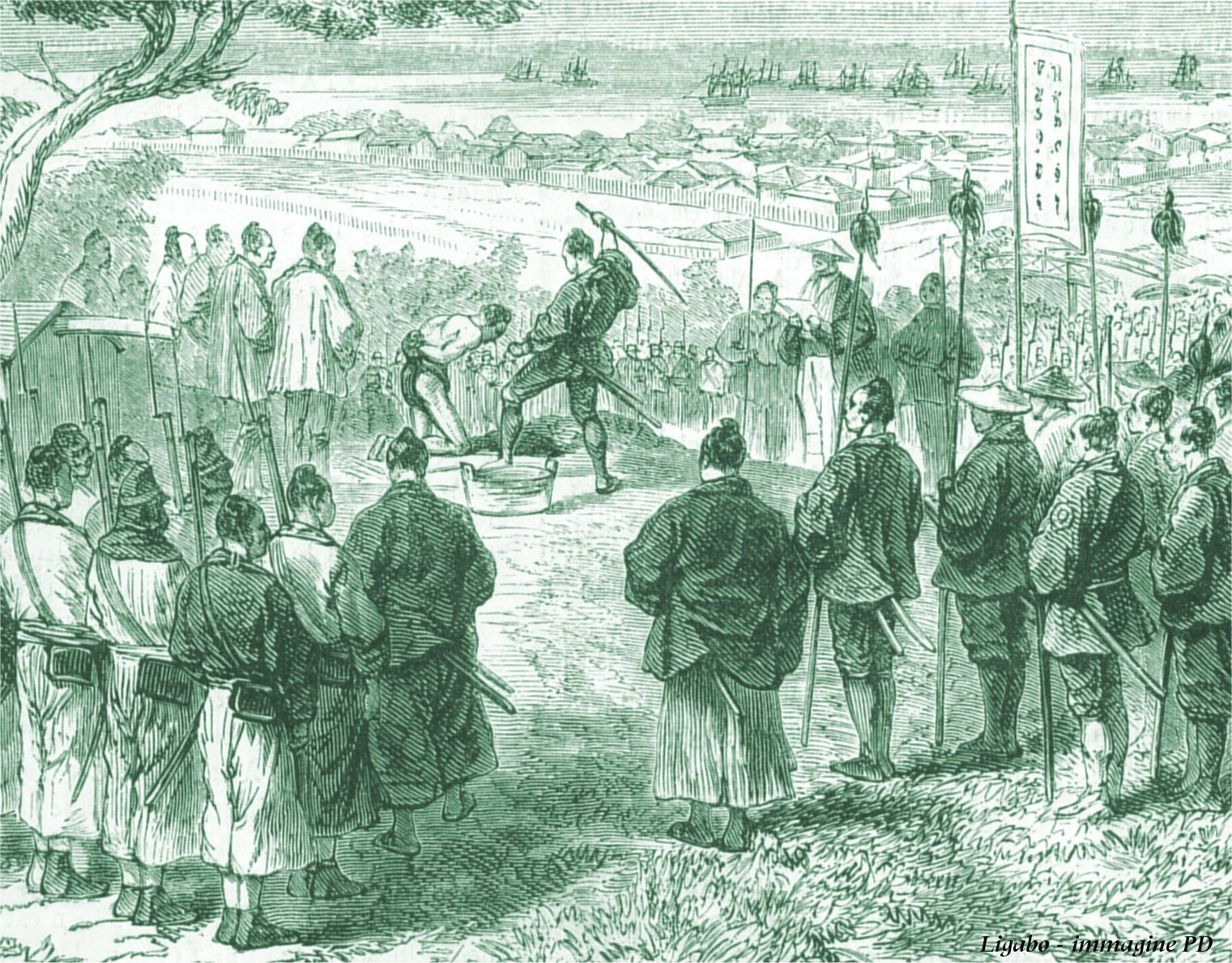
Onthoofding in 1859, Yokohama

In Japan is de doodstraf opgenomen in het strafrecht. De straf wordt in de praktijk alleen toegepast bij meervoudige moord.
Na een kort moratorium ingesteld door de minister van Justitie Seiken Sugiura die de doodstraf niet kon verenigen met zijn boeddhistische geloofsovertuiging, werden in december 2006 weer executies uitgevoerd. Dit gebeurde onder de nieuwe minister van Justitie Jinen Nagase. 
De doodstraf wordt in Japan in grote stilte uitgevoerd: de namen van de ter dood gebrachten worden vaak niet medegedeeld aan de buitenwereld en het Japanse ministerie van Justitie erkende pas in 1998 dat er in het verleden executies hadden plaatsgevonden. De terdoodveroordeelden zelf krijgen pas enkele uren vóór hun executie te horen dat ze ter dood worden gebracht. Hun familie wordt pas na afloop van de executie ingelicht. 
In 2018 zijn zeven gevangenen ter dood gebracht. Het betrof leden van de sekte Aum Shinrikyo die in 1995 een gifgasaanval pleegde op de metro van Tokio waarbij 13 doden vielen. Onder hen was Shoko Asahara, de leider van de sekte, die sinds 2006 in de dodencel zat.. In maart 2020 werd een 30-jarige man geëxecuteerd omdat hij in 2016 19 mensen ombracht. In december 2021 werden drie mannen geëxecuteerd, een van hen had zijn 80-jarige tante en haar twee kinderen vermoord. De andere twee hadden werknemers van een gokhal vermoord.
Anno december 2021 zaten er ruim 100 mensen in de dodencel.
De doodstraf wordt in Japan voltrokken door middel van ophanging.
Er zijn enkele criteria waar men zich op baseert bij het geven van de (dood)straf:
- Uitkomst van de daad, met name het aantal slachtoffers
- Mate van wreedheid van de daad
- Motief
- Hoe de daad is gepleegd, vooral de wijze waarop het slachtoffer werd gedood
- Gevoelens van de familieleden van het slachtoffer
- Gevolgen van de daad op de Japanse samenleving
- Leeftijd van verweerder (in Japan is iemand minderjarig tot de leeftijd van 20 jaar, soms worden echter verdachten ter dood veroordeeld die tijdens hun misdrijf pas 18 of 19 waren)
- Strafblad
- Mate van berouw getoond door de verdachte